# Naloxone
Ne pas confondre avec la naltrexone.
La naloxone est un composé polycyclique complexe et le principal antagoniste des récepteurs de la morphine.
Dans les cas d'intoxication aiguë aux morphiniques (notamment surdose), la naloxone est administrée afin de déplacer la morphine de ses sites récepteurs et d'arrêter son action. Elle permet de réveiller le sujet comateux, sauf en cas de poly-intoxication.  
L'effet d'antidote est temporaire ; un patient à qui l'on a administré de la naloxone doit toujours être gardé sous surveillance. En effet, la demi-vie de la naloxone est d'environ une heure alors que la demi-vie de la morphine ou de l'héroïne est de deux à trois heures. Une fois la naloxone éliminée de l'organisme, les agonistes des récepteurs opioïdes résiduels dans l'organisme reprennent leur activité. 
Plus généralement, la mort par surdose d’opioïdes est évitable par l’administration de naloxone et la mise en œuvre de gestes de premiers secours. La naloxone est l’antidote spécifique des opioïdes, et est le médicament de référence dans le traitement d’urgence des surdoses.
La naloxone est un traitement pour l'analgésie congénitale quand celle-ci est due à l'enképhaline (un inhibiteur des nociceptifs) au niveau des synapses. Ayant la même conformation spatiale que l'enképhaline, elle le remplace dans les récepteurs post-synaptiques, ce qui diminue l'utilisation de l'enképhaline et augmente donc le passage des nociceptifs.

## Divers
La naloxone fait partie de la liste des médicaments essentiels de l'Organisation mondiale de la santé (liste mise à jour en avril 2013).
Le naloxégol est de la naloxone pégylée ne pénétrant pas dans le système nerveux central, et est, en 2013, en essai clinique de phase III dans le traitement de la constipation secondaire à l'utilisation des morphiniques.
La naloxone est vendue, notamment en Amérique du Nord, sous l'appellation commerciale Narcan.